# Suit & Tie
Suit & Tie is een hitsingle van Justin Timberlake & Jay-Z en is afkomstig van Timberlake's album The 20/20 Experience. De single verscheen in januari 2013. Het was voor Timberlake de eerste single na een periode van enkele jaren waarin hij zijn acteurscarrière voorrang gaf boven de muziek.

## Hitnoteringen

#### NederlandseSingle Top 100
| Hitnotering: 19-01-2013 t/m | Hitnotering: 19-01-2013 t/m | Hitnotering: 19-01-2013 t/m | Hitnotering: 19-01-2013 t/m | Hitnotering: 19-01-2013 t/m | Hitnotering: 19-01-2013 t/m | Hitnotering: 19-01-2013 t/m | Hitnotering: 19-01-2013 t/m | Hitnotering: 19-01-2013 t/m | Hitnotering: 19-01-2013 t/m | Hitnotering: 19-01-2013 t/m | Hitnotering: 19-01-2013 t/m | Hitnotering: 19-01-2013 t/m | Hitnotering: 19-01-2013 t/m | Hitnotering: 19-01-2013 t/m | Hitnotering: 19-01-2013 t/m | Hitnotering: 19-01-2013 t/m | Hitnotering: 19-01-2013 t/m | Hitnotering: 19-01-2013 t/m | Hitnotering: 19-01-2013 t/m | Hitnotering: 19-01-2013 t/m |
| Week:                       | 1                           | 2                           | 3                           | 4                           | 5                           | 6                           | 7                           | 8                           | 9                           | 10                          | 11                          | 12                          | 13                          | 14                          | 15                          | 16                          | 17                          | 18                          | 19                          | 20                          |
| --------------------------- | --------------------------- | --------------------------- | --------------------------- | --------------------------- | --------------------------- | --------------------------- | --------------------------- | --------------------------- | --------------------------- | --------------------------- | --------------------------- | --------------------------- | --------------------------- | --------------------------- | --------------------------- | --------------------------- | --------------------------- | --------------------------- | --------------------------- | --------------------------- |
| Positie:                    | 10                          | 24                          | 35                          | 48                          | 70                          | 36                          | 56                          |                             |                             |                             |                             |                             |                             |                             |                             |                             |                             |                             |                             |                             |

#### VlaamseUltratop 50
| Hitnotering: 26-01-2013 t/m 30-03-2013 | Hitnotering: 26-01-2013 t/m 30-03-2013 | Hitnotering: 26-01-2013 t/m 30-03-2013 | Hitnotering: 26-01-2013 t/m 30-03-2013 | Hitnotering: 26-01-2013 t/m 30-03-2013 | Hitnotering: 26-01-2013 t/m 30-03-2013 | Hitnotering: 26-01-2013 t/m 30-03-2013 | Hitnotering: 26-01-2013 t/m 30-03-2013 | Hitnotering: 26-01-2013 t/m 30-03-2013 | Hitnotering: 26-01-2013 t/m 30-03-2013 | Hitnotering: 26-01-2013 t/m 30-03-2013 | Hitnotering: 26-01-2013 t/m 30-03-2013 |
| Week:                                  | 1                                      | 2                                      | 3                                      | 4                                      | 5                                      | 6                                      | 7                                      | 8                                      | 9                                      | 10                                     |                                        |
| -------------------------------------- | -------------------------------------- | -------------------------------------- | -------------------------------------- | -------------------------------------- | -------------------------------------- | -------------------------------------- | -------------------------------------- | -------------------------------------- | -------------------------------------- | -------------------------------------- | -------------------------------------- |
| Positie:                               | 9                                      | 27                                     | 29                                     | 36                                     | 32                                     | 32                                     | 39                                     | 47                                     | 37                                     | 29                                     | uit                                    |

## Tracklist
| Nr. | Titel                   | Duur  |
| --- | ----------------------- | ----- |
| 1.  | Suit & Tie (Radio Edit) | 04:28 |
| 2.  | Suit & Tie (Main)       | 05:28 |